# O Samba em Mim - Ao Vivo na Lapa
O Samba em Mim - Ao Vivo na Lapa é o segundo álbum ao vivo da cantora brasileira Maria Rita, lançado em 24 de junho de 2016. O projeto foi dirigido por Hugo Prata. O primeiro single de divulgação foi "Bola Pra Frente", lançado em 20 de maio de 2016, juntamente com um vídeo ao vivo do DVD. No dia 17/06, um EP digital foi disponibilizado em diversas plataformas de streaming, contendo 5 faixas do álbum que seria lançado.

## Sobre o álbum
O show de gravação ocorreu no dia 5 de dezembro de 2015 na Fundição Progresso no Rio de Janeiro e se tratava do encerramento da turnê de seu disco anterior, "Coração A Batucar".

## CD

### Faixas
| N.º            | Título                        | Compositor(es)                                | Duração  |  |
| 1.             | "É Corpo, É Alma, É Religião" | Arlindo Cruz, Rogê, Arlindo Neto              | 3:46     |  |
| 2.             | "Cara Valente"                | Marcelo Camelo                                | 4:40     |  |
| 3.             | "Maltratar, Não é Direito"    | Arlindo Cruz, Franco Lattari                  | 3:40     |  |
| 4.             | "Bola Pra Frente"             | Xande de Pilares, Bernini                     | 3:25     |  |
| 5.             | "Fogo no Paiol"               | Rodrigo Maranhão                              | 3:19     |  |
| 6.             | "Saco Cheio"                  | Almir Guineto                                 | 3:08     |  |
| 7.             | "E Vamos à Luta"              | Gonzaguinha                                   | 4:02     |  |
| 8.             | "Coração a Batucar"           | Davi Moraes, Alvinho Lancellotti              | 3:49     |  |
| 9.             | "Coração em Desalinho"        | Monarco, Ratinho                              | 3:30     |  |
| 10.            | "Meu Samba Sim Senhor"        | Fred Camacho, Marcelinho Moreira, Leandro Fab | 3:14     |  |
| 11.            | "Tá Perdoado"                 | Arlindo Cruz, Franco Lattari                  | 5:02     |  |
| 12.            | "Do Fundo do Nosso Quintal"   | Alberto Souza, Jorge Aragão                   | 2:57     |  |
| 13.            | "O Homem Falou"               | Gonzaguinha                                   | 4:53     |  |
| Duração total: | Duração total:                | Duração total:                                | 00:49:25 |  |

## DVD
O DVD alinha 21 faixas gravadas na Fundição Progresso no Rio de Janeiro. Maria Rita voltou a cidade para finalizar a "Coração a Batucar Tour", no mesmo local onde iniciou em 27 de abril de 2014.

O DVD não conquistou forte apelo do público, principalmente pelos arranjos e edição audiovisual considerada crua.
Mesmo assim, é a última gravação de DVD oficialmente lançada pela cantora.

### Faixas
| N.º            | Título                        | Duração  |  |
| 1.             | "É Corpo, É Alma, É Religião" |          |  |
| 2.             | "Cara Valente"                |          |  |
| 3.             | "Maltratar, Não é Direito"    |          |  |
| 4.             | "Rumo ao Infinito"            |          |  |
| 5.             | "O Que é o Amor"              |          |  |
| 6.             | "Abismo"                      |          |  |
| 7.             | "Fogo no Paiol"               |          |  |
| 8.             | "Bola Para Frente"            |          |  |
| 9.             | "Saco Cheio"                  |          |  |
| 10.            | "E Vamos à Luta"              |          |  |
| 11.            | "Maria do Socorro"            |          |  |
| 12.            | "Coração a Batucar"           |          |  |
| 13.            | "Mainha Me Ensinou"           |          |  |
| 14.            | "Cria"                        |          |  |
| 15.            | "Num Corpo Só"                |          |  |
| 16.            | "Coração em Desalinho"        |          |  |
| 17.            | "Meu Samba Sim Senhor"        |          |  |
| 18.            | "Tá Perdoado"                 |          |  |
| 19.            | "Do Fundo do Nosso Quintal"   |          |  |
| 20.            | "O Homem Falou"               |          |  |
| Duração total: | Duração total:                | 01:21:00 |  |